# Шмелёв, Иван Андреевич
Иван Андреевич Шмелёв (22 августа 1900 — 24 июня 1952)— советский хозяйственный, государственный и политический деятель.

## Биография
Родился в 1900 году. Член ВКП(б) (КПСС) с 1929 года.
Участник Гражданской войны.
С 1919 года по 1952 гг. — на хозяйственной, общественной и руководящей работе на железнодорожном транспорте СССР, начальник Дальневосточной железной дороги, начальник Рязано-Уральской железной дороги, начальник Северо-Западного округа железных дорог. Генерал-директор III ранга.
Избирался депутатом Верховного Совета РСФСР 2-го и 3-го созывов. Делегат XVIII съезда ВКП(б) (1939).
Умер в Ленинграде в 1952 году.